# 水势
水势指相对于纯水而言某种状态下的单位体积的水的势能，一般用ψ表示。水势描述了水由于渗透、重力、机械压力或基体效应（如毛细作用）从一个地方流动到另一个地方的趋势。水势这一概念在理解和计算植物体、动物体以及土壤中水的流动等方面具有重要意义。
影响水势的因素各种各样，它们可能同时作用，影响趋势可能相同也可能不同。比如，添加溶质会降低水势，而压力的增大会提高水势。如果水流不受限制，水会从水势高的地方流向水势低的地方。一个常见的例子是盐水（如海水或活细胞中的液体），与纯水相比，这些溶液的水势为负。没有水流的限制，水会从势能较高的位点（纯水）流向势能较低的位点（溶液）；直到势能相等或者由其他水的势能因素（如压力或高度）来平衡势能的差异，水流才会停止。

## 水势的组成
很多因素会影响水势，这些势能的和决定了整体的水势和水流方向：
{\displaystyle \Psi =\Psi _{0}+\Psi _{\pi }+\Psi _{p}+\Psi _{s}+\Psi _{v}+\Psi _{m}}
其中：
- {\displaystyle \Psi _{0}}是参考校正，
- {\displaystyle \Psi _{\pi }}是溶质势或渗透势，
- {\displaystyle \Psi _{p}}是压力组分，
- {\displaystyle \Psi _{s}}是重力组分，
- {\displaystyle \Psi _{v}}是由湿度引起的势能，
- {\displaystyle \Psi _{m}}是基体效应引起的势能（如流体内聚力和表面张力）

所有这些因素都表示为单位体积的势能，在不同情况下，可能只有部分因素会被纳入讨论范围（如假设土壤溶液浓度均一，则在讨论水的流动时，溶质势一般不纳入讨论）。根据应用情况的不同，我们可以选择不同的参考界面（即重力势能为零处），如在土壤中，参考界面一般被定义在地下水位的水面处。

### 压力势
压力势来源于机械压力，是植物细胞内总水势的重要组成部分。细胞内的压力势随水的进入而增大。当水流经细胞壁和细胞膜时，细胞内水的总量增大，这些水表现出一个向外的压力，该压力会被刚性的细胞壁所平衡。这种压力能够使植物维持膨压，进而保证植物的硬度。没有膨压，植物会枯萎。
植物细胞内的压力势通常为正。在发生了质壁分离的细胞中，压力势几乎为零。在像植物木质部导管一样的开放系统中，水由于被抽取而会产生负的压力势。 抵抗负压力势（通常被称为张力）是木质部的一个重要适应性能力。该张力可以用压力计进行测量。

### 渗透势（溶质势）
纯水的渗透势({\displaystyle \Psi _{\pi }})一般被定义为零，所以溶质势就绝不可能为正。溶质浓度（单位为摩尔浓度）和溶质势的关系可以由范托夫方程给出：
{\displaystyle \Psi _{\pi }=-MiRT}
其中
- {\displaystyle M}为溶质的摩尔浓度，

- {\displaystyle i}为范托夫因子，
- {\displaystyle R}是理想气体常数，
- {\displaystyle T}是绝对温度。

比如，当溶质溶于水后，相较于没有溶质的体系而言，水分子更难通过渗透而进行扩散，水势更负。此外，溶液中溶质越多，溶质势就越负。
渗透势对许多生物有重要意义。如果一个活细胞处于高渗溶液中，细胞将倾向于损失水分，这些水分会进入具有更低水势（{\displaystyle \Psi _{w}}）的外界环境中，典型的例子有海洋生物和盐生植物。以植物细胞为例，细胞的水流失可能最终会导致细胞膜与细胞壁分开，导致质壁分离。然而，大部分植物都能够提高细胞内溶质浓度从而使得细胞吸水保持膨压。土壤溶液也有渗透势，该渗透势是土壤溶液中无机和有机溶质的作用造成的。当水分子越来越多地围绕在溶质离子或分子周围时，水分子运动的自由度会降低，相应地势能也会降低。若溶质浓度增加，土壤溶液渗透势降低，因为水有向低能量水平区域移动的趋势。虽然液态水只在有半透膜分隔高低渗透势区域的情况下才会响应这种势能差异并移动。半透膜对于这种运动是必须的，因为它允许水通过但不允许溶质通过。如果没有半透膜，溶质（而不是水）的运动，会在使浓度均衡的过程中起主要作用。因为一般没有半透膜来分隔土壤，渗透势对土壤的水的运动几乎没有影响。另一方面，渗透势对植物对水的吸收有极大的影响。如果土壤盐浓度很高，土壤溶液渗透势会比植物根部细胞渗透势要低。在这种情况下，土壤溶液会极大地限制植物吸收水的速率。在盐土中，土壤水渗透势极地，幼苗细胞甚至可能会萎缩（质壁分离）。

### 基质势
当水与土壤颗粒（例如黏土或砂土颗粒）接触时，水和土壤固相间的分子间作用力会很大，该作用力会和水分子之间的吸引力共同促进表面张力以及土壤基质中弯液面的形成。破坏这些弯液面需要力。基质势的大小取决于土壤颗粒的距离——弯液面的宽度（以及毛细作用和毛细管末端压力差）——以及土壤基质的化学组成（影响弯月面；离子吸引力导致的宏观运动）。在许多情况下，与上述其他水势组成成分相比，基质势会相对较大。基质势显著降低了颗粒表面水的能态。尽管由基质势导致的水的流动可能比较缓慢，它对植物根系供水以及工程应用仍有极为重要的意义。基质势总是负的，因为被土壤基质吸附的水分子的能态比纯水低。基质势只在高于地下水位的非饱和土壤中才存在。如果基质势接近0，几乎所有的土壤孔隙都是充满水的，也就是在饱和状态下/在最大蓄水能力下。基质势在土壤中会有非常大的差异。当水进入低湿度的、具有相似孔隙度的土壤区域时，基质势通常有-10到-30 kPa。值得注意的是，基质势对植物和水的关系非常重要。在非常干燥的土壤中，绝对值很大（非常负）的基质势使水与土壤颗粒结合得非常紧密。植物会在叶片细胞壁之间的空隙中产生更负的基质势来从土壤中吸取水分，在干旱时期保证生理活动继续。发芽期的种子具有非常负的基质势，这使其在较干好的土壤中也能吸收水分，湿润种子。

## 实例

### 土壤-植物-大气连续体
在0kPa势能下，土壤处于饱和状态，此时所有土壤孔隙均充满水，并且水一般会由于重力作用主要从较大孔隙中排出。在-33kPa即-1/3 bar下（对砂土为-10 kPa），土壤水含量为田间持水量。通常，在田间持水量下，大孔隙中主要是空气，水主要在小孔隙中。田间持水量被看做最有利于植物生长和微生物活动的条件。在-1500 kPa下，土壤处于永久凋萎点，该点表明土壤水紧吸附在土壤颗粒表面，如同一层水膜，由于该吸附作用太强，植物很难从中吸收水分。
相反，大气水势更负——干燥空气的水势一般为-100 MPa，尽管该值跟温度和湿度都有关。根系水势必须比土壤水势要更负，植物茎的水势要稍低于根系水势，但比叶片水势高，这样才能够形成水从土壤到根部、再到茎和叶片、最后进入大气的被动运输。

### 测量技术
张力计、石膏块电阻、中子探测器或时域反射仪（TDR）都可以用来测定土壤水势。它们的量程分别是0 ~ -85 kPa、-90 ~ -1500 kPa、0 ~ -1500 kPa、0 ~ -10000 kPa。如果手边没有仪器，也可以用天平测水的重量（百分比组成）。